# Стрехнинское сельское поселение
Стрехнинское се́льское поселе́ние — муниципальное образование в Ишимском районе Тюменской области Российской Федерации.
Административный центр — село Стрехнино.

## История
Статус и границы сельского поселения установлены Законом Тюменской области от 5 ноября 2004 года № 263 «Об установлении границ муниципальных образований Тюменской области и наделении их статусом муниципального района, городского округа и сельского поселения»

## Население
| 2010  | 2011  | 2012  | 2013  | 2014  | 2015  | 2016  |
| ----- | ----- | ----- | ----- | ----- | ----- | ----- |
| 5500  | ↘5491 | ↗5522 | ↗5569 | ↗5652 | ↘5597 | ↘5550 |
| 2017  | 2018  | 2019  | 2020  | 2021  |       |       |
| ↘5508 | ↘5459 | ↘5447 | ↘5321 | ↘5202 |       |       |

## Состав сельского поселения
| № | Населённый пункт | Тип населённого пункта       | Население |
| - | ---------------- | ---------------------------- | --------- |
| 1 | Бокаревка        | деревня                      | 296       |
| 2 | Зырянка          | деревня                      | 798       |
| 3 | Лозовое          | посёлок                      | 452       |
| 4 | Стрехнино        | село, административный центр | ↘3590     |